# 舍力站
舍力站是位于中华人民共和国吉林省白城市大安市舍力镇的一个铁路车站，邮政编码131304。车站建于1935年，有长白铁路经过该站，原是客货四等站，现为长白铁路越行车站，现办理越行业务，车站及其上下行区间均已电气化。车站距离长春站289公里，隶属沈阳铁路局，是四等站。